# Voo Iran Air Tours 956
O Voo Iran Air Tours 956 foi um Tupolev Tu-154M que caiu 230 milhas (370 km) a sudoeste de Teerã em 12 de fevereiro de 2002. Durante uma aproximação não precisa da Pista 11, o avião colidiu com a montanha Kuh-e Sefid a uma altitude 9.100 pés, três milhas náuticas à esquerda da linha central da pista. Todos os 12 tripulantes e 107 passageiros morreram no acidente. A aeronave transportava quatro funcionários do governo iraniano. É considerado como o 5° acidente aéreo mais mortal do Irã.

## Aeronave
O Tupolev Tu-154 é o avião a jato mais utilizado na Rússia e é amplamente utilizado em toda a região, geralmente com 148 passageiros. Este acidente foi o 20º envolvendo um Tu-154 desde que entrou em serviço nos anos 70. A aeronave envolvida era um modelo Tupolev Tu-154M, com número de fabricação 91A-871 e número de série 08-71. Construído pela Aviakor, ele fez seu primeiro voo em 21 de maio de 1991 e foi entregue ao Ministério da Aviação Civil em junho de 1991, com o prefixo aeronáutico CCCP-85698 e enviado ao Departamento do Azerbaijão. Em 1993, o prefixo da aeronave foi alterado para 4K-85698, o prefixo nacional para aeronaves do Azerbaijão, como resultado do colapso da União Soviética.
Após uma revisão, a aeronave foi arrendada para pagar o trabalho pela ARZ-400, sendo alugada para a empresa búlgara Balkangtsev em maio de 2000, sendo alterado o prefixo para LZ-LTO e em dezembro de 2000, foi vendida para outra empresa búlgara, a Bulgarian Air Charter, com o prefixo mais uma vez alterado para LZ-LCO. Em 21 de janeiro de 2002, o avião foi vendido pela BAC para a Iran Air Tours, com o prefixo novamente modificado para EP-MBS. No total, no dia do acidente, a aeronave acumulou 12.701 horas de voo e 5.516 ciclos. A aeronave estava equipada com três motores turbojato Soloviev D-30KU-154.

## Acidente
O voo 956 da Iran Air Tours partiu de Teerã para Horremabad às 7:30. Haviam 12 tripulantes e 107 passageiros a bordo. Entre os passageiros, estavam 4 funcionários do governo e pelo menos 4 passageiros espanhóis. O pouso foi realizado em más condições climáticas, com a tripulação se desviando do eixo esquerdo da pista por 3 km. Aproximadamente 15 milhas do aeroporto, a uma altitude de 9.100 pés (2.773 metros) acima do nível do mar (5.300 pés ou 1.620 metros), o Tu-154 caiu na montanha Kuh-e Sefid perto da aldeia de Sarab-e Dowreh e explodiu. Todos os 119 ocupantes a bordo morreram. Primeiramente, os jornais indicaram erroneamente 117 mortos.

## Consequências
Pouco depois do acidente, alguns deputados pediram a renúncia ou demissão do ministro dos Transportes, Ahmad Khorram, bem como do chefe da organização de aviação civil Behzad Mazheri. Cerca de 150 deputados escreveram uma carta ao presidente Mohammad Khatami, pedindo-lhe que tomasse as medidas necessárias em caso de divulgação das causas do acidente.
Houve também opiniões que o principal motivo da acidente foram as sanções americanas contra o Irã, devido às quais as companhias aéreas iranianas não podem comprar peças de reposição para aeronaves da Boeing adquiridas antes da Revolução Iraniana de 1979, mas foram obrigadas a alugar aviões antigos da era pós-soviética. A Iran Air Tours anunciou que estaria deixando de operar aeronaves da Tupolev, mas esta ação nunca foi implementada.